# 足利製菓専門学校
足利製菓専門学校（あしかがせいかせんもんがっこう）とは、栃木県足利市田中町にある専修学校である。学校法人白百合学園が運営する。

## 沿革
学校設立認可は1997年（平成9年）。開校当初は介護・福祉系の学科を設置する学校であった。白百合学園では2009年にグループ校に製菓（パティシエ）の学科が設けられており、2014年に本校に移された。2017年に介護福祉学科がグループ他校に移されたことで製菓専門の学校となり、現校名に改称した。
- 1997年（平成9年） - 両毛医療福祉専門学校設立[2]。
  - 「介護福祉学科」、「ケア・サービス学科」（2003年廃止）、「福祉総合学科」（2006年廃止）を設置していた[3][4]。
- 2006年（平成18年） - 足利介護福祉専門学校に校名変更[2]
  - 「介護福祉学科」を設置[4]
- 2009年（平成21年） - グループ校の足利デザイン・ビューティ専門学校に「パティシエ科」が設置される[2]
- 2014年（平成26年） - 足利デザイン・ビューティ専門学校より「パティシエ科」を移管[2]、足利製菓福祉専門学校に校名変更[2]。
- 2017年（平成29年） - 「介護福祉学科」を廃止[4]（グループ校の太田医療技術専門学校に移管[注釈 1]）、足利製菓専門学校に校名変更[2]。
- 2020年（令和2年） - 「調理製菓科」を新設[4][注釈 2]。

## 学科・コース一覧
- パティシエ科（2年制）
  - パティスリーコース
  - カフェ・ベーカリーコース
- 調理製菓科（2年制）

製菓衛生師養成施設である。
栃木県の私立学校一覧（2020年（令和2年）5月現在）によれば、上記のほかに「福祉医療秘書科」（教育・社会福祉専門課程・2年制）が存置されていることになっているが、2021年現在募集は行われておらず、公式サイトにも言及がない。また文部科学省「修了者が専門士と称することができる専修学校専門課程の一覧」にも言及がない。